# Megascolia bidens
Megascolia bidens is een vliesvleugelig insect uit de familie van de Scoliidae. De wetenschappelijke naam van de soort is voor het eerst geldig gepubliceerd in 1767 door Linneus.